# Formula–1 marokkói nagydíj

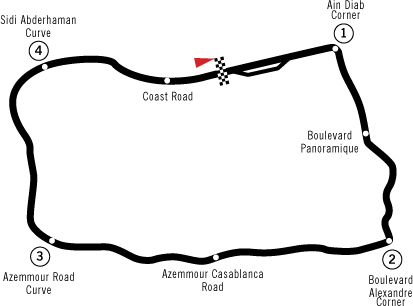
Az Ain Diab-i versenypálya

## Története
A marokkói nagydíj története 1925-ben, Casablancában kezdődött, ahol az ekkor még úri versenynek számító autóversenyzésben nem egyedi módon egy nemes, Vaugelas grófja szerezte meg a trófeát. A verseny helyszíne 1930-ban az újonnan kiépített Anfa Racecourse pályára került át, ahol még ugyanebben az évben életét vesztett egy másik francia nemes, Bruno, Harcourt grófja.
A marokkói nagydíj történetének első szakasza 1934-ben zárult le, 1933-ban, valamint 1935 és 1953 között nem írták ki a marokkói nagydíjat. A címért folytatott, túraautókkal vívott küzdelemben 1934-ig kizárólag francia (illetve az utolsó évben monacoi) versenyzők nyertek, 
A nagydíj 1954-ben történt újbóli kiirásakor a versenyen immár valódi sportautók indultak, s a francia győzelmi sorozat is megszakadt. az új helyszínen, Agadírban megrendezett futamot a Formula–1 első világbajnoka Giuseppe Farina nyerte. 
Az 1957-re elkészült Casablancához közeli Ain-Diab-i versenypályán a címért már Formula–1-es autók indultak, s bár a verseny nem számított bele a világbajnokság pontvadászatába, kiépítése világszínvonalú volt.
A következő évben a helyszín, és a marokkói nagydíjért folytaott küzdelem hivatalosan is a Formula–1-es világbajnokság része lett, a futamot 1958. október 19-én rendezték meg. A versenyen Stuart Lewis-Evans a szállongó por miatti motorhiba következtében kisodródott, s a pályát övező korlátnak csapódott. Az autó kigyulladt, Lewis-Evans égési sérülései pedig olyan súlyosak voltak, hogy 6 nap múlva meghalt egy londoni kórházban.
1958 után egyszer sem rendezték meg a marokkói nagydíjat.

## A marokkói nagydíj győztesei
Rózsaszín háttér jelöli azokat a nagydíjakat, melyek nem voltak részei a Formula–1-es sorozatnak
| Év   | Pilóta               | Autó               | Helyszín   | Riport |
| ---- | -------------------- | ------------------ | ---------- | ------ |
| 1958 | Stirling Moss        | Vanwall F1         | Ain-Diab   | Riport |
| 1957 | Jean Behra           | Maserati F1        | Ain-Diab   |        |
| 1956 | Maurice Trintignant  | Ferrari Sports car | Agadir     |        |
| 1955 | Mike Sparken         | Ferrari Sports car | Agadir     |        |
| 1954 | Giuseppe Farina      | Ferrari Sports car | Agadir     |        |
| 1934 | Louis Chiron         | Alfa Romeo         | Anfa       |        |
| 1932 | Marcel Lehoux        | Ferrari            | Anfa       |        |
| 1931 | Stanislas Czaikowski | Bugatti            | Anfa       |        |
| 1930 | Charles Bénitah      | Amilcar            | Anfa       |        |
| 1928 | E. Meyer             | Bugatti            | Casablanca |        |
| 1927 | G. Roll              | Georges Irat       | Casablanca |        |
| 1926 | R. Meyerl            | Bugatti            | Casablanca |        |
| 1925 | Comte de Vaugelas    | Delage             | Casablanca |        |

## Lásd még
- Formula–1-es nagydíjak listája